# Németh Kálmán (egyházi író)
Németh Kálmán P. Gellért, Németh Gellért vagy P. Németh Gellért néven publikált vagy álneveken: Fegyverneki, Krónikás, Pukk Pál (Szamosújvár, 1897. január 27. – Brownsville, USA, 1966. március 26.) erdélyi magyar római katolikus pap, egyházi író, szerkesztő.

## Életútja
Id. Németh Kálmán és Csuthy Zulejka 5 gyermeke közül az egyik.
Középiskoláit szülővárosában kezdte, s Medgyesen a ferencesek szemináriumában fejezte be (1916); teológiai tanulmányait Vajdahunyadon a ferences rend hittudományi intézetében végezte (1919). 1917. április 29-én Medgyesen ünnepélyes fogadalmat tett, 1920. február 22-én pappá szentelték. Kolozsvárt teológiából doktorált. Székelyudvarhelyen tanító, majd Fogarason tanító és szónok (1922-24), Kolozsvárt vikárius (1924-31). A Hírnök (1926-28) és az illusztrált Katholikus Világ társszerkesztője (1926-30). Írásait közli a Magyar Nép, Vasárnap, Jóbarát.
1931-től világi pap Désen, majd a bukovinai Józseffalván, Hadikfalván, Istensegítsen. Amikor a falu leégett, megszervezte a károsultak országos segélyakcióját. Tevékeny szerepe volt a megviselt község áttelepítésében, a Magyarországhoz került Bácskába, majd a front elől a Dunántúlra menekítette népét. 1945-ben telepítési kormánybiztos, ebben a minőségben az USA-ba küldték, hogy tájékoztatást adjon a magyar helyzetről és segítséget kérjen a menekülteknek. Németh Kálmán az itthoni valós helyzetről tájékoztatta az amerikaiakat, e miatt itthon halálra ítélték, ezért nem jöhetett haza. Amerikában telepedett le, a Brownsville-i gyülekezet plébánosa lett, 1963-tól a négynyelvű Catholic World magyar oldalait szerkesztette.
Az ifjúsághoz szóló vallásos művek mellett művészettörténeti tanulmányokat írt Ajtósi-Dürerről. Külföldi utazásai kapcsán sorozatokban számolt be ottani képzőművészeti élményeiről.
Autóbalesetben vesztette életét.

## Kötetei
- Kis uram, hogy volt? (Egy "komojodó" fiú feljegyzései. Szopos Sándor rajzaival. Kolozsvár, 1930);
- Égő hegy (Alkalmi sorok a kolozsvári Alvernáról. Mael Ferenccel és Pap Jánossy Bélával, Tomcsa Sándor illusztrációival. Kolozsvár, 1930);
- Százezer szív sikolt (Hazatért és hazavágyó magyarok verőfényes Golgotája. "Zenélő kút" Könyvműhely, Bácsjózseffalva, 1943).